# Goephanes pictus
Goephanes pictus är en skalbaggsart som beskrevs av Leon Fairmaire 1896. Goephanes pictus ingår i släktet Goephanes och familjen långhorningar.
Artens utbredningsområde är Madagaskar. Inga underarter finns listade i Catalogue of Life.